# ABChe
ABChé es una biografía del guerrillero argentino Che Guevara, escrita e ilustrada por el caricaturista mexicano Eduardo del Río "Rius" en 1978.

## Sinopsis
De una manera simple y sencilla Rius nos cuenta la vida de uno de los líderes revolucionarios más importantes de nuestro tiempo.
Desde su nacimiento en Rosario, Argentina, sus padres Ernesto Guevara Lynch y Celia de la Serna, la niñez del Che siempre acompañado por el asma y los deportes, su afición por viajar que culminaría con la aventura por el continente Americano al lado de su amigo Alberto Granado.
La llegada del Che a México y su encuentro con Fidel Castro, el viaje en el Granma, las peripecias de la guerrilla cubana en la Sierra Maestra y la caída de Fulgencio Batista.
Su paso por el nuevo gobierno cubano y su salida del país para seguir su lucha revolucionaria en África y el retorno a Latinoamérica. La lucha en Bolivia y su trágica muerte en manos de Rangers bolivianos entrenados por el Ejército Norteamericano.
El libro cuenta con citas del Che Guevara y pasajes de su diario.